# Magnus Bäckstedt
Magnus Bäckstedt (Linköping, Östergötland, 30 de janeiro de 1975) é um ciclista sueco. O seu maior lucro foi ganhar a Paris-Roubaix em 2004. A sua filha Elynor Bäckstedt também é ciclista profissional.

## Trajetória
Bäckstedt começou a sua carreira profissional em 1996 correndo para o Collstrop antes de passar ao Palmans em 1997. Em 1998, após ter mudado à equipa Crédit Agricole Bäckstedt chegou sétimo à meta da Paris-Roubaix e ganhou a 19.ª etapa do Tour de France entre Chaux-de-Fonds e Autun.
Em 2002 e 2003 correu para a equipa Fakta, onde foi o corredor mais forte na temporada de 2003. Quando a equipa Fakta se extinguiu, se mudou à equipa Alessio-Bianchi, onde ganhou a Paris-Roubaix. Em 2005 transladou-se ao Liquigas-Bianchi, e ocupou o segundo lugar na 7.ª etapa do Tour de France.
Em 2008 alinhou pela equipa Garmin-Chipotle.

## Palmarés
| - 1996 - Boland Bank Tour mais 2 etapas - 1997 - Grande Prêmio de Isbergues - 1998 - 1 etapa do Tour de France - 1 etapa da Volta a Suécia - Dúo Normando (fazendo casal com Jérôme Neuville) - 2000 - 2.º no Campeonato da Suécia em Estrada - 2002 - Le Samyn | - 2003 - Campeonato da Suécia Contrarrelógio - 2.º no Campeonato da Suécia em Estrada - Classificação do Intergiro do Giro d'Italia - 2004 - Paris-Roubaix - 2007 - 2.º no Campeonato da Suécia Contrarrelógio - Campeonato da Suécia em Estrada |

## Resultados em Grandes Voltas e Campeonatos do Mundo
| Corrida                | Corrida                | 1996 | 1997 | 1998 | 1999 | 2000  | 2001 | 2002 | 2003 | 2004 | 2005  | 2006  | 2007  | 2008  | 2009 | 2010 | 2011 | 2012 |
| ---------------------- | ---------------------- | ---- | ---- | ---- | ---- | ----- | ---- | ---- | ---- | ---- | ----- | ----- | ----- | ----- | ---- | ---- | ---- | ---- |
|                        | Giro d'Italia          | —    | —    | —    | —    | —     | —    | —    | 70.º | Ab.  | —     | —     | —     | Ab.   | —    | —    | —    | —    |
|                        | Tour de France         | —    | —    | 70.º | Ab.  | 123.º | —    | —    | —    | Ab.  | Ab.   | Ab.   | —     | F. c. | —    | —    | —    | —    |
|                        | Volta a Espanha        | —    | —    | —    | —    | —     | —    | —    | —    | —    | 112.º | 111.º | 128.º | —     | —    | —    | —    | —    |
| Mundial em Estrada     | Mundial em Estrada     | —    | Ab.  | Ab.  | —    | —     | —    | —    | —    | —    | 110.º | —     | —     | —     | —    | —    | —    | —    |
| Mundial Contrarrelógio | Mundial Contrarrelógio | —    | —    | —    | —    | —     | —    | 49.º | 33.º | —    | —     | —     | —     | —     | —    | —    | —    | —    |

—: não participa
Ab.: abandono
F. c.: fora de controle